# Lintneria justiciae
Lintneria justiciae es una polilla de la familia Sphingidae. Se sabe que vuela desde el sur de Brasil oriental, Uruguay y Argentina oriental.
Hay líneas medianas transversales naranja-amarillas en la parte superior del abdomen.
Se ha registrado que los adultos vuelan hasta finales de enero en Brasil.
Las larvas han sido grabadas alimentándose sobre Justicia, Petunia y Hyptis sidifolia.